# Фристайл (фільм, 2023)
«Фристайл» (пол. Freestyle) — польський кримінальний драматичний бойовик 2023 року режисера Мацея Бохняка. За сюжетом фільму, аби заробити грошей на свій перший студійний запис, репер-початківець погоджується на ризиковану справу, пов'язану з наркотиками. У головних ролях: Мацей Мусяловський, Міхал Сікорський, Нел Качмарек.
Фільм знятий компанією Aurum Film, прем'єра відбулася на платформі Netflix 13 вересня 2023 року.

## Виробництво
Фільм знятий польською компанією Aurum Film та Netflix, як одна зі стрічок стрімінгової платформи в проєкті польських фільмів. Трейлер фільму опублікований 16 серпня 2023 року.

## Сприйняття
«Фристайл» — номінант на премію «Найкращий фільм» польського кінофестивалю в Гдині 2023 року. На сайті Rotten Tomatoes станом на 19.10.2023 більшість критиків залишила загалом негативні відгуки, хоча відмічають, що «захопливий темп покриває деякі з багатьох гріхів цього фільму». На думку Джонні Лофтуса, оглядача Decider, «„Фристайл“  містить кілька привабливих персонажів і кілька стильних штрихів».

## Акторський склад
- Мацей Мусяловський (Maciej Musiałowski) — Давид / «Дієго»
- Міхал Сікорський (Michał Sikorski) — Міхал / «Мака»
- Нел Качмарек (Nel Kaczmarek) — «Мікі»
- Філіп Ліпєцький (Filip Lipiecki) — «Батон»
- Павел Микетин (Paweł Mykietyn) — «2Man»
- Ганка Нобіс (Hanka Nobis) — Кіра
- Якуб Носядек (Jakub Nosiadek) — «Мартин»
- Юліуш Хшонстовський (Juliusz Chrząstowski) — Богуслав / «Ковбасний король»
- Анна Бєлявська (Anna Bielawska) — Яга
- Olek Krupa (Олек Крупа) — брат Йозеф Страх
- Roman Gancarczyk (Роман Ганцарчик) — брат Яцек Страх
- Artur Krajewski (Артур Краєвський) — батько «Дієго»
- Ельжбета Бєльська-Грачик (Elzbieta Bielska-Graczyk) — Марія
- Даріуш Старчевський (Dariusz Starczewski) — Гшегош
- Міхал Баліцький (Michal Balicki) — «Тапчан»
- Оскар Лос (Oskar Los) — Юний Варан
- Кшиштоф Завадський (Krzysztof Zawadzki) — «Жирний»
- Krzysztof Zarzecki (Кшиштоф Зажецький) — Гай Кшис
- Аніта Шепельська (Anita Szepelska) — Евеліна
- Томаш Бохняк(Tomasz Bochniak) — технік

## Українське озвучення
Українське озвучення для Netflix — студія «Так Треба Продакшн».

### Актори озвучення
- Олександр Солодкий
- Юлія Перенчук
- Андрій Соболєв
- В'ячеслав Хостікоєв
- Олег Грищенко
- Кирило Татарченко
- Олександр Шевчук
- Юрій Гребельник
- Юлія Малахова
- Сергій Гутько
- Сергій Ладесов
- Наталія Калюжна
- Тамара Морозова
- Тетяна Руда